# Seznam škotskih fizikov
Seznam škotskih fizikov.

## A
- John Aitken (1839 – 1919)
- John F. Allen (1908 – 2001) (kanadsko-škotski)

## B
- David Brewster (1781 – 1868)

## C
- William Cochran (1922 – 2003)

## D
- James Dewar (1842 – 1923)

## F
- James David Forbes (1809 – 1868)

## H
- Peter Ware Higgs (1929 – 2024)  2013

## K
- John Kerr (1824 – 1907)
- Cargill Gilston Knott (1856 – 1922)
- John Michael Kosterlitz (1943 – ) (škotsko-ameriški)

## L
- John Leslie (1766 – 1832)
- Malcolm Sim Longair (1941 – )

## M
- James Clerk Maxwell (1831 – 1879)

## N
- John Napier (1550 – 1617)
- William Nicol (1768 – 1851)

## P
- Miles J. Padgett (1963 –)

## R
- William John Macquorn Rankine (1820 – 1872)

## S
- Balfour Stewart (1828 – 1887)

## T
- Peter Guthrie Tait (1831 – 1901)
- William Thomson (lord Kelvin) (1824  1907)

## W
- John James Waterston (1811 – 1883)
- Robert Alexander Watson-Watt (1892 – 1973)
- Charles Thomson Rees Wilson (1869 – 1959)  1927